# Kingston St Mary
Kingston St Mary est une paroisse civile et un village du Somerset, en Angleterre.